# Максвелл Фінланд
Максвелл Фінланд (англ. Maxwell Finland; 15 березня 1902, Жашків — 25 жовтня 1987, Бостон, США) — фтизіатр (США). Піонер дослідження застосування антибіотиків для лікування туберкульозу.

## Біографія
Народився у Жашкові в єврейській родині. У віці чотирьох років емігрував з родиною до США. Навчався в Гарвардському університеті (коледж, вища медична школа). Доктор наук (1982).
60 років пропрацював у Бостонській міській лікарні (фахівець з туберкульозу).
Автор понад 800 наукових праць, розділів численних наукових видань та звітів. Наукові праці з пневмонії визнані класичними зразками медичних досліджень.
1988 року Американською Національною фундацією з інфекційних хвороб заснована Премія Максвелла Фінланда, що присуджується щорічно вченому, який зробив «видатний внесок у розуміння інфекційних захворювань чи здоров'я людей».
2002 року медична громадськість США та віддані учні М. Фінланда урочисто відзначили 100-літній ювілей вченого проведенням Міжнародного наукового симпозіуму.